# Gunnar Halle
Gunnar Halle, född 11 augusti 1965 i Larvik är en norsk fotbollstränare och före detta spelare. Under sin aktiva karriär så spelade han som högerback och gjorde 64 landskamper och fem mål för Norges landslag.

## Spelarkarriär

### Klubblag
Halle startade sin professionella karriär i Lillestrøm SK, dit han kom 1985 från Larvik Turn. Han blev snabbt ordinarie i laget och hjälpte klubben att vinna Tippeligaen 1986 och 1989. Under våren 1991 såldes han till Oldham Athletic för 250 000 pund, där han kom att spela över 200 matcher för klubben.
I december 1996 skrev Halle på för Leeds United. Under sitt tredje och sista år i klubben så kom Leeds fyra i Premier League och kvalificerade sig därmed för UEFA-cupen kommande säsong. Under sommaren 1999 förstärkte dock Leeds med den blivande landslagsmannen Danny Mills och Halle valde då att skriva på för nyuppflyttade Bradford City. Efter tre säsonger så skrev han på för Wolverhampton Wanderers, innan han 2002 återvände till Lillestrøm där han avslutade sin karriär.

### Landslag
Gunnar Halle gjorde debut för det norska landslaget 1987 och var med i både VM 1994 samt VM 1998.
Han spelade 64 landskamper för sitt land och gjorde 5 mål, varav ett hattrick mot San Marino.

## Tränarkarriär
Efter spelarkarriären blev Gunnar Halle tränare, där han främst har agerat som assisterande tränare. Under 2005/2006 var han assisterande till Uwe Rösler i Lillestrøm. I december 2008 blev han assisterande tränare i FK Lyn. När Kent Bergersen fick sparken under 2009 tog Halle över huvudansvaret.
I augusti 2010 stod det klart att Halle återförenades med Uwe Rösler, den här gången i Molde FK. Duon tränade klubben säsongen ut. I februari 2012 blev Halle istället assisterande tränare för det norska damlandslaget. 2013 blev han ny assisterande tränare i Strømmen IF.

## Meriter
Lillestrøm SK
- Tippeligaen: 1986, 1989